# FK Rusanda Melenci
FK Rusanda nogometni je klub iz Melenaca, Srednjobanatski okrug, Vojvodina, Srbija.

Trenutno se natječe u Vojvođanskoj nogometnoj ligi Istok, jednoj od jedanaest zonskih nogometnih prvenstava, četvrtog ranga nogometnog sustava Srbije.

## O klubu
FK Rusanda iz Melenaca osnovana je 7. studenog 1925. Kao prvak Banata plasirao ostvario je plasman u drugi rang Jugoslavije za sezonu 1957./58. U konkurenciji 14 ekipa Rusanda je osvojila 12. mjesto i nije uspjela sačuvati status. Sljedeće sezone Rusanda osvaja drugo mjesto u Vojvođanskoj ligi i stječe pravo sudjelovanja u kvalifikacijama za istočnu skupinu Druge savezne lige. Kvalifikacije je završila na četvrtom mjestu i nije prošla u viši rang. Rusanda je u Vojvođanskoj ligi igrala do 1960./61. (treći rang), 1967./68. (četvrti rang), 1968./69., 1971./72., 1980./81. – 1984./85. (treći rang), 1989./90. – 1994./95. (četvrti rang), 1995./96. – 1996./97. (treći rang). Krajem 1990-ih ispada u Banatsku ligu, gdje ostaje deset godina i ispada u Regionalnu ligu. Godine 2014. ispada u Gradsku A ligu, a 2017. se vraća u Regionalnu ligu. Vraća se u Vojvođansku ligu Istok u sezoni 2021./22. nakon 19 godina.

## Vanjske poveznice
- Profil na srbijasport.net